# Coluna da Morte
A Coluna da Morte foi uma unidade militar na Revolta Paulista de 1924, integrante das forças tenentistas em armas contra o presidente do Brasil, Artur Bernardes. Comandada por João Cabanas, um oficial da Força Pública de São Paulo, ela partiu em campanha em 19 de julho de 1924, combatendo forças legalistas em São Paulo e Paraná até o final de abril de 1925, quando seu comandante deixou as forças revolucionárias. Os integrantes da coluna continuaram a lutar como parte da Coluna Miguel Costa-Prestes. A denominação de “Coluna da Morte” nunca foi oficial, e entre os revolucionários ela era chamada de “o batalhão” ou, após agosto de 1924, o “5.º Batalhão de Caçadores”, subordinado à 3.ª Brigada, comandada por Miguel Costa.
A coluna inicialmente tinha 95 homens da Força Pública (o “exército estadual” paulista), crescendo ao longo do tempo pela incorporação de voluntários civis e prisioneiros. Sua primeira missão foi na Estrada de Ferro Mogiana, como parte das campanhas no interior. Legalistas comandados pelo general Martins Pereira ameaçavam tomar Campinas e cortar o acesso ao interior dos revoltosos na cidade de São Paulo. Aplicando os princípios da guerra psicológica e guerra de movimento, Cabanas conquistou Mogi Mirim e derrotou forças numericamente superiores da Força Pública de Minas Gerais e “batalhões patrióticos” irregulares.
Após a retirada do grosso dos revolucionários da capital paulista, em 28 de julho, a “Coluna da Morte” foi encarregada de defender a retaguarda dos revoltosos à medida que eles transitavam pela Estrada de Ferro Sorocabana até o rio Paraná. No caminho, ela sabotou a infraestrutura ferroviária para retardar o avanço legalista e teve várias escaramuças com as tropas que seguiam no seu encalço. Ao final de outubro, com os revolucionários assentados no extremo oeste do Paraná, a Coluna da Morte defendia o flanco no rio Piquiri. Seu maior feito na campanha do Paraná foi em Formigas, em 21 de janeiro de 1925, quando abriu uma picada pela mata e desferiu um ataque surpresa à retaguarda dos legalistas que atacavam Catanduvas. A coluna não foi destruída pela ofensiva legalista final contra Catanduvas, em 27 de março, e participou da retirada dos revolucionários até o Paraguai, mas João Cabanas, já muito doente para prosseguir, deixou o comando, um ato execrado por seus companheiros.
As façanhas da coluna tiveram grande repercussão no imaginário popular e na imprensa governista, criando um mito ao redor de Cabanas. Líder carismático para sua tropa, justiceiro para os simpatizantes e intimidatório para os inimigos, Cabanas foi caracterizado pelos governistas como um chefe truculento, responsável por violências contra a população e o patrimônio público. No exílio ele publicou o livro A coluna da morte sob o comando do tenente Cabanas, no qual reagiu às acusações e apresentou uma imagem positiva de justiceiro e revolucionário. Sua importância como chefe militar foi reconhecida pelos legalistas à sua época e historiadores posteriores.

## Organização

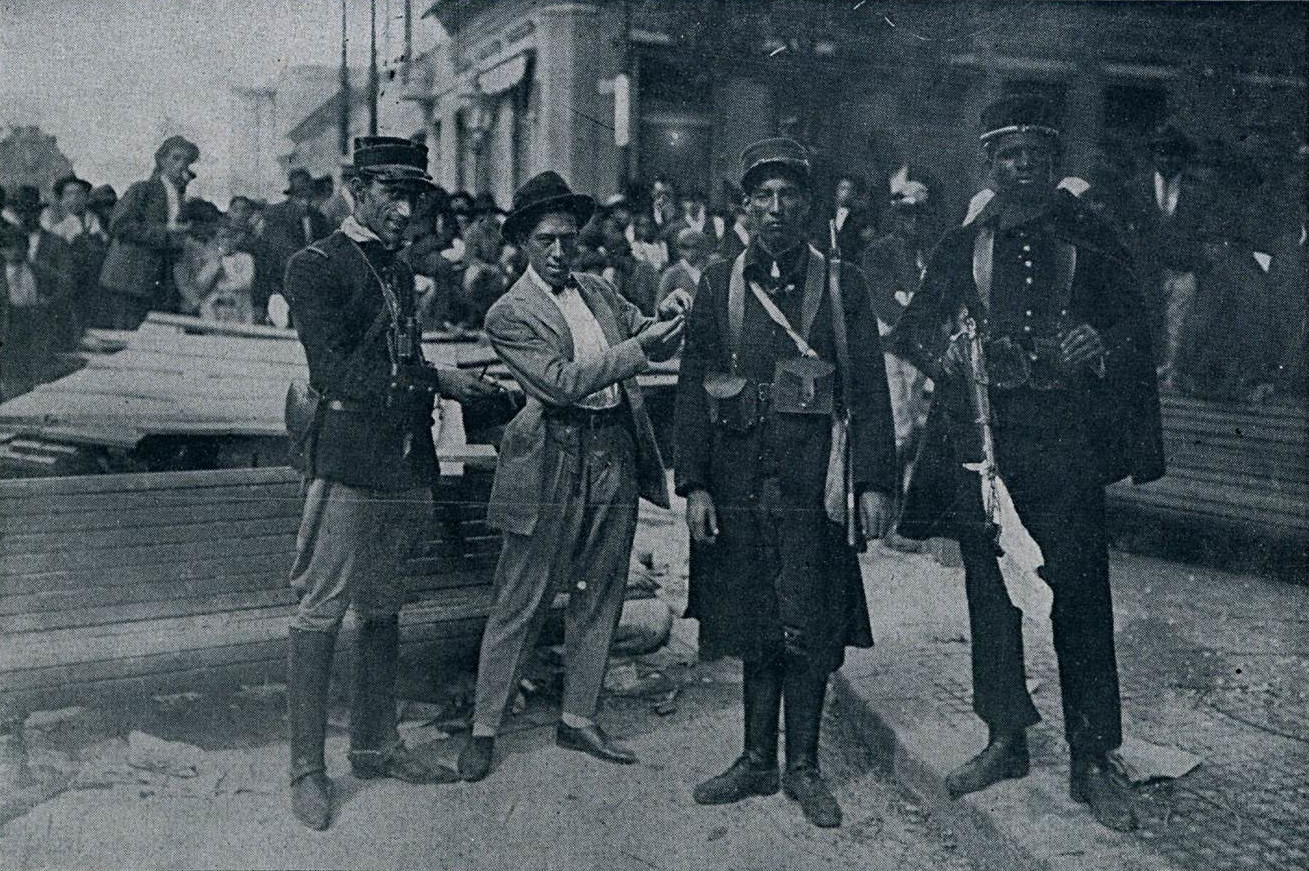
João Cabanas (primeiro à esquerda) nos combates em São Paulo antes da formação da coluna

A “Coluna da Morte” foi uma de três forças enviadas ao interior paulista pelos revolucionários tenentistas, comandados pelo general Isidoro Dias Lopes, que controlavam parte da cidade de São Paulo. Enquanto a guerra urbana era travada contra os legalistas, mais reforços legalistas convergiam a São Paulo vindos do Rio de Janeiro, Santos, Paraná, Mato Grosso do Sul e Minas Gerais. No interior, os revolucionários já controlavam Itu, Jundiaí, Campinas e Rio Claro em 9 de julho. Ao longo do mês, consolidaram seu poder no triângulo São Paulo-Campinas-Sorocaba e projetaram-se para Bauru e Araraquara. A aproximação de diversas forças legalistas no interior ameaçava sitiar os revolucionários na capital paulista, pondo fim à revolução. Dessa forma, entre 17 e 19 de julho o capitão do Exército Otávio Muniz Guimarães foi enviado à Estrada de Ferro Paulista e Noroeste, o capitão da Força Pública Francisco Bastos à Estrada de Ferro Sorocabana e o tenente da Força Pública João Cabanas à Estrada de Ferro Mogiana.
Essa força era inicialmente composta de militares da Força Pública de São Paulo, reconhecidos à época pelo profissionalismo militar, obtido pela instrução francesa. Havia apenas infantaria e um pequeno componente de artilharia. Com o passar do tempo, o efetivo cresceu pela incorporação de civis e prisioneiros. Cabanas chamou de “bandoleiros” tanto suas tropas quanto as forças irregulares de seus oponentes, os “batalhões patrióticos” do Partido Republicano Paulista. Havia apenas um oficial regular, e mesmo alguns dos cabos e sargentos eram amadores. Cabanas iniciou a campanha como tenente e, ao final das operações do Paraná, já era tenente-coronel dentro das forças revolucionárias.
Sob o comando de Cabanas, a disciplina cotidiana de caserna foi afrouxada, mas a indisciplina em operações era punida rigorosamente. Os toques de corneta eram baseados em músicas populares brasileiras. A insígnia (caveira numa bandeira vermelha) e nome próprios (“Coluna da Morte”)  reforçaram o espírito de corpo da tropa. “Coluna da Morte” nunca foi um nome formal da organização. Originalmente Cabanas referia à sua força entre os revolucionários como “o batalhão”.

## Operações

### Campanha da Mogiana

#### Forças na região

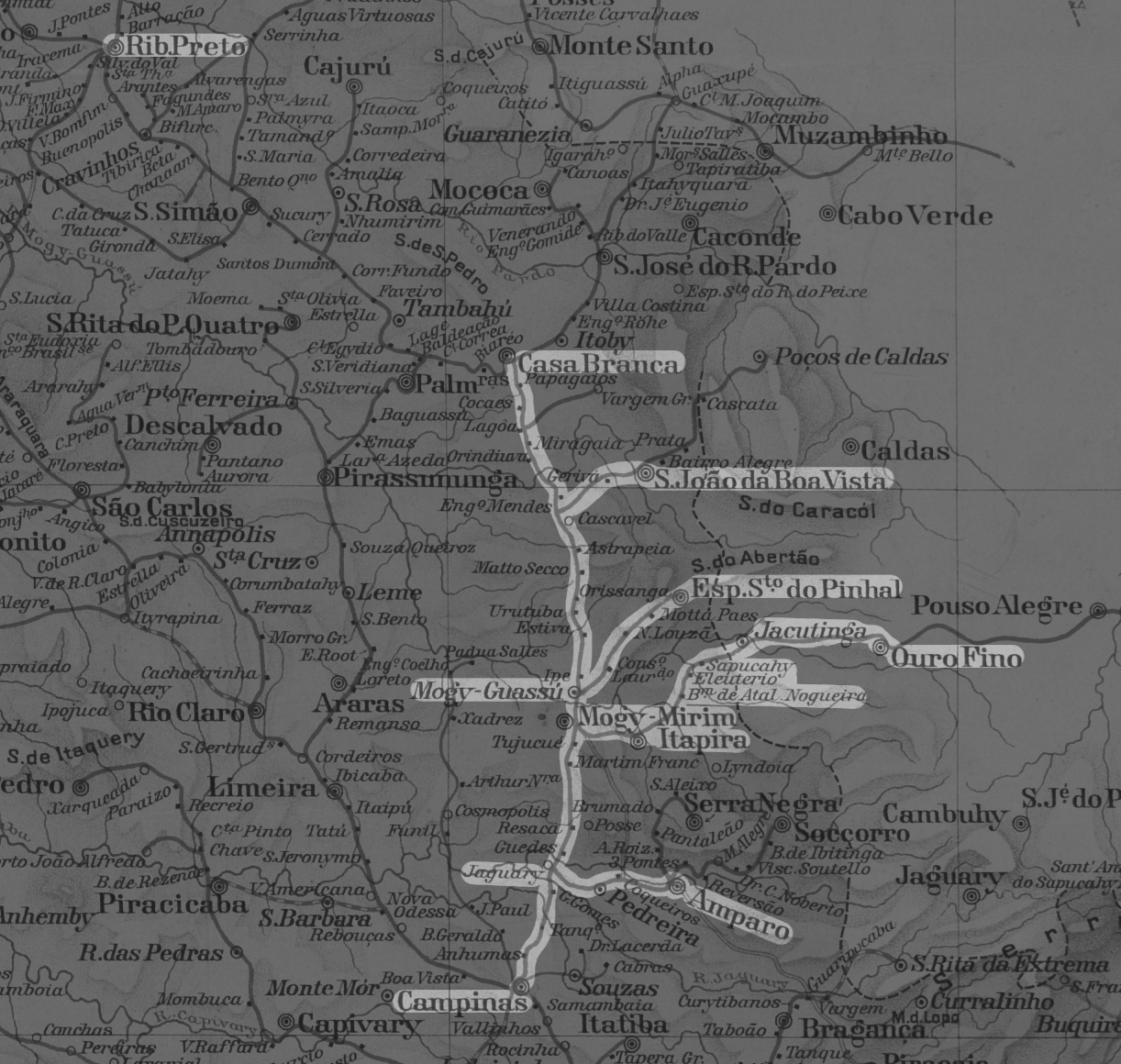
Mapa com locais visitados pelos legalistas ou revolucionários na Mogiana

A força de João Cabanas partiu de São Paulo às 04h00 de 19 de julho, contando com 95 homens, uma peça de artilharia de montanha, três metralhadoras e quatro fuzis-metralhadoras. Seu objetivo era afastar as forças legalistas do general Martins Pereira em Mogi Mirim, de onde ameaçavam atacar Campinas. A estratégia delineada pelo major Euclides Figueiredo, que servia no gabinete do Ministério da Guerra, era um movimento de flanco legalista: formar um destacamento rápido e "jogar isso logo sobre Mogi, descer por Jundiaí e ir cortar a retirada".
Inicialmente os revolucionários acreditavam haver apenas 300 caipiras em Mogi Mirim, recrutados por políticos locais, mas conforme o general Abílio de Noronha, eram na realidade 1 200 homens. Conforme as fontes da perspectiva da Polícia Militar de São Paulo, as forças regulares legalistas não somavam mais de 800 homens, compostos em sua maior parte do 5.º Batalhão de Infantaria (BI) da Força Pública de Minas Gerais, com contribuições menores de uma bateria do 2.º Regimento de Artilharia Montada e um pelotão (algumas dezenas de homens) do 1.º Regimento de Cavalaria Divisionário, além de legalistas da Força Pública de São Paulo, pertencentes ao 4.º Batalhão. O número de 1 200 incluiria os patriotas e policiais no eixo Pirassununga-Ribeirão Preto.
Ao chegar no mesmo dia a Campinas, o tenente Cabanas foi informado que a vanguarda legalista, o 5.º BI, sob o comando do major Amaral, estava com 800 homens em Mogi, Jaguariúna e Itapira. Entretanto, conforme Paulo René de Andrade, que escreveu do ponto de vista da Força Pública de Minas Gerais, os mineiros presentes naquele momento eram o contingente ou batalhão Amaral, sob o comando do capitão (comissionado em major) Octavio Campos do Amaral. Tratava-se de uma unidade improvisada, ainda mal armada, de destacamentos policiais do Sul de Minas Gerais. O 5.º BI era comandado pelo tenente-coronel Joviano de Mello, tinha um efetivo de 350 homens (duas companhias e uma seção de metralhadoras) e ainda não estava na região, só alcançando Ouro Fino no dia 21; em seguida, por ordens do general Martins, a 2.ª Companhia, com 120 homens, foi deixada para trás em Ouro Fino e o batalhão entrou desfalcado em São Paulo. Sua munição era irrisória, apenas dez cunhetes de cartuchos.
Cabanas relata que o major Amaral enviou um telegrama ao prefeito de Campinas ameaçando cortar suas orelhas por sua postura pró-tenentista. Para compensar sua desvantagem numérica, Cabanas buscou enganar os legalistas, convencendo-os que uma forte brigada revolucionária avançaria rumo a Mogi Mirim. Ele telefonou a Ribeirão Preto declarando ter à sua disposição mil homens e seis peças de artilharia e intimando a guarnição local a aderir. Em seguida, enviou mensagens de igual teor a outros locais e disseminou a informação de que sua pequena coluna era apenas uma de várias forças revolucionárias na região. Em Campinas, destruiu as linhas telegráficas e telefônicas para o norte e ameaçou fuzilar os funcionários da Companhia Mogiana se desobedecessem.

#### Batalha de Mogi Mirim

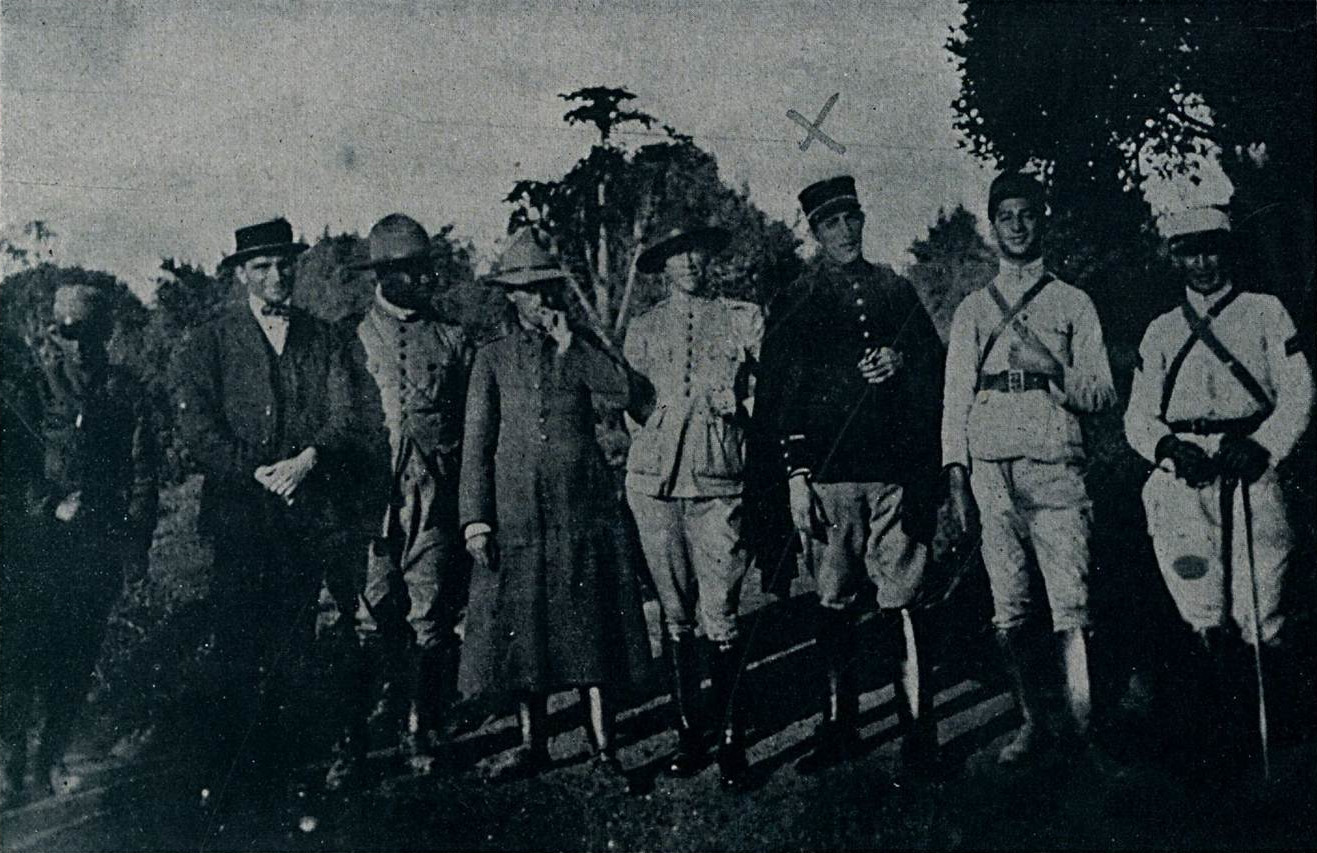
Cabanas (marcado com um X) e seu Estado-Maior em Amparo

A ferrovia estava avariada em Campinas. Os revolucionários seguiram em 20 caminhões para Jaguariúna, desembarcaram à noite e marcharam por três quilômetros na madrugada de 20 de julho. No relato de Cabanas, uma pequena tropa mineira na cidade foi derrotada, com quatro soldados mortos e 16 prisioneiros, ao custo de dois mortos e cinco feridos para os revolucionários. Os legalistas contra-atacaram sobre o rio Atibaia, sem sucesso. Em seu relato, Cabanas elogia a bravura dos combatentes legalistas, mas ressalta mais ainda a virtude do seu lado. De Jaguariúna, os revolucionários mudaram de direção para o leste e foram de trem, em segredo, a Amparo. Ali havia um destacamento da Força Pública, que não ofereceu resistência e foi incorporado à força à coluna.
À noite, a coluna virou a norte e seguiu a pé para Itapira, num trajeto de quase 30 quilômetros. Para manter o deslocamento em segredo, todos os civis no caminho foram incorporados. Cabanas dividiu a coluna em três pelotões e atacou às 10h00 de 21 de julho, com os legalistas ainda imaginando que o ataque seria em Mogi Mirim. A resistência legalista mais forte, na Cadeia Pública, foi derrotada. As fontes paulistas registram então que uma força de 400 legalistas avançava pelo leste, vinda de Jacutinga; assim, a coluna revolucionária estava ameaçada dos dois lados (com Mogi Mirim a oeste). Essa investida legalista foi derrotada numa emboscada a leste de Itapira em 23 de julho.
Pelas fontes mineiras, o 5.º BI ainda estava em Eleutério, a caminho de Itapira, quando os revolucionários (supostamente 500 homens) conquistaram a cidade. O batalhão desembarcou em Rio do Peixe e, a dois quilômetros da cidade, percebeu que um ataque seria inviável. À meia noite os mineiros receberam ordem para recuar a Sapucaí, e daí a Jacutinga, de onde foi disperso antes do dia 23: 120 homens da 1.ª Companhia em Sapucaí e depois Barão de Ataliba, 50 em Pinhal e 60 (incluindo o comando do batalhão e a seção de metralhadoras) em Jacutinga. Nesse período o coronel Monte chegou a Jacutinga com o pelotão de cavalaria e bateria de artilharia do Exército. Para Paulo René de Andrade, essa pulverização do efetivo tornou o 5.º BI vulnerável e ineficaz, e os contínuos movimentos impedem uma imagem exata dos eventos.
De Itapira, João Cabanas ordenou a sabotagem de trilhos e pontes e disseminou o boato de que atacaria Mogi Mirim pelo leste, levando o general Martins a entrincheirar essa direção. Os revolucionários deram a volta e, numa viagem de 90 quilômetros por vários meios, retornaram a Amparo e Jaguariúna para atacar Mogi Mirim pelo sul. A manobra era arriscada e seria esmagada se o general Martins percebesse a enganação. Mas os legalistas foram pegos de surpresa e, acreditando estarem sob ataque de duas direções (sul e leste), abandonaram a cidade. Essa vitória rendeu a incorporação de 60 soldados legalistas à coluna, que agora chegava a 180 homens, equivalentes a uma companhia.

#### Ribeirão Preto
Em Mogi Mirim, Cabanas foi informado que mil legalistas, principalmente voluntários patriotas, agrupavam-se em Ribeirão Preto sob o comando do tenente da Força Pública Inocêncio da Silva. Cabanas recorreu à ilusão: comboios ferroviários requisitados na estação da cidade receberam “canhões” de toras de madeira, “metralhadoras” de bambus cobertos de lona e “munição” em caixotes vazios. No vagão da frente seguia um canhão de 105 mm, na realidade uma tora de peroba enegrecida de piche junto a duas rodas de carroça. Em cada estação por onde passavam os revolucionários, eles davam tiros para cima, gritos e cantorias para passar a impressão de ter números muito maiores.
Quando a coluna alcançou a estação ferroviária de Casa Branca, o pequeno destacamento legalista ali presente, de cerca de 20 homens, aderiu sem resistência. Os legalistas em Ribeirão Preto, acreditando estar diante de uma grande força, desmobilizaram-se, e Cabanas interrompeu o deslocamento, pois a ameaça já havia passado. No dia 24 a coluna rapidamente seguiu a Eleutério para repelir uma força de cavalaria, que recuou a Pouso Alegre sem oferecer combate. Cabanas quantifica 300 legalistas nessa força, mas como só havia um pelotão de cavalaria na ordem de batalha legalista, o número real era provavelmente muito menor.
No dia 25 os revolucionários retornaram a Campinas. Cabanas sugeriu atuar em Itu ou Santo Amaro, mas seus planos não receberam resposta do comando revolucionário. Por sua vez, os legalistas mineiros suspeitavam que os revolucionários fossem invadir Minas Gerais e transferiram a 2.ª Companhia do 5.º BI para Sapucaí, onde danificaram a linha férrea.

#### Espírito Santo do Pinhal
Para manter a ofensiva, os revolucionários decidiram atacar Espírito Santo do Pinhal, onde calculavam que havia de 200 a 600 soldados legalistas. Conforme o relato mineiro, ali havia apenas 50 praças do 5.º BI, liderados pelo tenente Arquimimo Chaves. As fontes mineiras também dão um número alto para os revolucionários, quantificando 300 soldados da polícia paulista que teriam atacado a cidade.
Os revolucionários atacaram em 26 de julho. O deslocamento foi sob sigilo, aprisionando no caminho todos os passageiros de automóveis e queimando seus veículos. Ao chegar de trem a três quilômetros de Pinhal, a vanguarda foi recebida por uma emboscada. Conforme o relato paulista, os legalistas estavam bem preparados, com trincheiras nas posições dominantes e até artilharia. Divididos em três grupos, os revolucionários lutaram até entrar na cidade e forçaram a retirada dos legalistas. Eles registraram ter morto nove inimigos e capturado 20 prisioneiros, 1.200 fuzis, 14 caixas de munição de artilharia de 75 mm, duas metralhadoras pesadas e outros materiais, ao custo de seis revolucionários mortos. Por outro lado, o relato do comandante do 5.º BI apresenta defensores legalistas em grande desvantagem de números e armamento. O batalhão chamou reforços, e quando recuou, encontrou-os no caminho: um caminhão, um tenente, nove praças e um cunhete de munição. Os mineiros registram dois mortos e cinco feridos do seu lado e onze mortos nos oponentes. O combate durou das 10h00 às 14h30.
A coluna revolucionária retirou-se de Pinhal após a batalha, seguindo a norte para São João da Boa Vista e depois retornando a Mogi Mirim. As tropas mineiras reuniram-se todas em Jacutinga no dia 27 e no dia seguinte, acompanhados das tropas do Exército, foram a Itapira. A coluna do general Martins Pereira fracassou em seu objetivo de tomar Campinas, e ele foi substituído no comando pelo general Malan d'Angrogne.
Conforme Cabanas, em Mogi Mirim ele foi procurado por quatro homens do Triângulo Mineiro, propondo um deslocamento a Uberaba, onde diziam ter à disposição dois a quatro mil homens. Com essa força, eles marchariam até Belo Horizonte para derrubar o governo de Minas Gerais, e em troca, o Triângulo se tornaria um novo estado da federação. Dali, os revolucionários seguiriam a Barra do Piraí para cortar a rota entre o Rio de Janeiro e São Paulo. Antes que pudesse tentar esse plano, Cabanas recebeu um telefonema de Álvaro Ribeiro, nomeado pelos revolucionários como o governador de Campinas, informando-o da evacuação de São Paulo pelos revoltosos.

### Retirada de São Paulo
Em 27 de julho o alto comando revolucionário em São Paulo decidiu abandonar a cidade e deslocar todas as suas forças a Mato Grosso, passando por Campinas e Bauru. Os revolucionários tiveram sucesso nas estradas Noroeste e Mogiana, mas a vitória legalista na Sorocabana ameaçava cortar a rota de fuga em Campinas. O grosso dos revolucionários alcançou Bauru no dia 28. A Coluna da Morte cobriu a retirada em Mogi Mirim e foi uma das últimas forças a recuar, alcançando Campinas às 04h00 do dia 28, quando passava o último comboio vindo de São Paulo. A unidade foi transformada no 5.º Batalhão de Caçadores da 3.ª Brigada revolucionária, comandada pelo general Miguel Costa. Ao início de agosto, esse batalhão já tinha 380 homens bem armados e municiados, quatro metralhadoras pesadas e uma peça de artilharia.
A divisão revolucionária iniciou a trajetória de Bauru a Porto Tibiriçá (atual Presidente Epitácio), na divisa com Mato Grosso, em 31 de julho. A partir de 1.º de agosto o 3.º (do major Juarez Távora) e 5.º Batalhões defenderam a retaguarda dos revolucionários em seu trajeto de Bauru a Botucatu. Em São Manuel, repeliram um ataque da coluna Malan d'Angrogne; porém, em seu relato o general legalista registra grandes perdas dos revolucionários (73 prisioneiros e sete mortos).
Dali em diante, o 6.º Batalhão realizou as ações de retaguarda por conta própria; como parte dessas ações, ele foi encarregado de sabotar a infraestrutura ferroviária para retardar o avanço legalista. A tarefa foi conduzida pelo “Destacamento de Destruição” do batalhão, mais tarde denominado “Destacamento de Engenharia”, comandado pelo sargento Filógono Antônio Theodoro, comissionado como tenente. “Pontes, vagões, caixas d'água para abastecimento das locomotivas à vapor, trilhos, postes telegráficos, chaves, telégrafos, tudo era explodido a dinamite.” A trajetória foi de 1 200 quilômetros na Sorocabana, passando por Ourinhos e Presidente Prudente. Ao longo do trajeto, a retaguarda enfrentou a coluna Azevedo Costa, composta dos legalistas do sul de São Paulo e Paraná, que seguiam no seu encalço. Faltavam água e lenha para os trens, e jagunços governistas aproveitaram o clima seco para incendiar as matas à margem da estrada, complicando mais ainda o deslocamento.
A vanguarda da divisão alcançou Porto Tibiriçá em 6 de agosto. Os revolucionários atravessaram o rio Paraná, mas sua incursão em Mato Grosso foi derrotada na batalha de Três Lagoas, em 18 de agosto. Eles então decidiram prosseguir ao Paraná. Enquanto isso, a retaguarda travou escaramuças em Salto Grande (12 de agosto) e Indiana (cruzada após 19 de agosto) e combates maiores em Santo Anastácio (4 de setembro) e Caiuá. Em Santo Anastácio os legalistas atacaram com o Grupo de Batalhões de Caçadores da Brigada Militar do Rio Grande do Sul. Os revolucionários recuaram de trem à noite. Os gaúchos registraram quatro mortos e seis feridos do seu lado e quatro mortos, 18 feridos e 13 doentes capturados entre os revolucionários. Cabanas relata a perda de 80 homens mortos, feridos e extraviados.

### Campanha do Paraná

#### Descida do rio
Na descida do rio Paraná, o batalhão Cabanas serviu novamente de retaguarda e foi o último a embarcar. Após sua partida, a coluna Azevedo Costa alcançou Porto Tibiriçá em 10 de setembro. O batalhão Cabanas teve seu primeiro período de descanso em três meses. O deslocamento da divisão revolucionária, dividida em vários escalões geograficamente separados, era lento. Em 23 de setembro, enquanto a vanguarda já quase alcançava Foz do Iguaçu, no Paraná, o último escalão ainda estava na divisa entre São Paulo e Mato Grosso.
Aproveitando essa morosidade, os legalistas da Circunscrição Militar de Mato Grosso reocuparam os portos de Jacaré e Dom Carlos, resultando na rendição sem luta do 7.º Batalhão de Caçadores revolucionário no dia 25. João Cabanas estava do outro lado do rio, mas não teve como reagir. Pouco depois, os legalistas foram atacados de três lados (Cabanas pela frente, o general Bernardo Padilha pela direita e o major Coriolano de Almeida pela esquerda) e, após três dias de tiroteio, recuaram de Porto Jacaré por falta de munição. Enquanto duraram os combates, o escalão não pôde continuar a descida.

#### Defesa do Piquiri

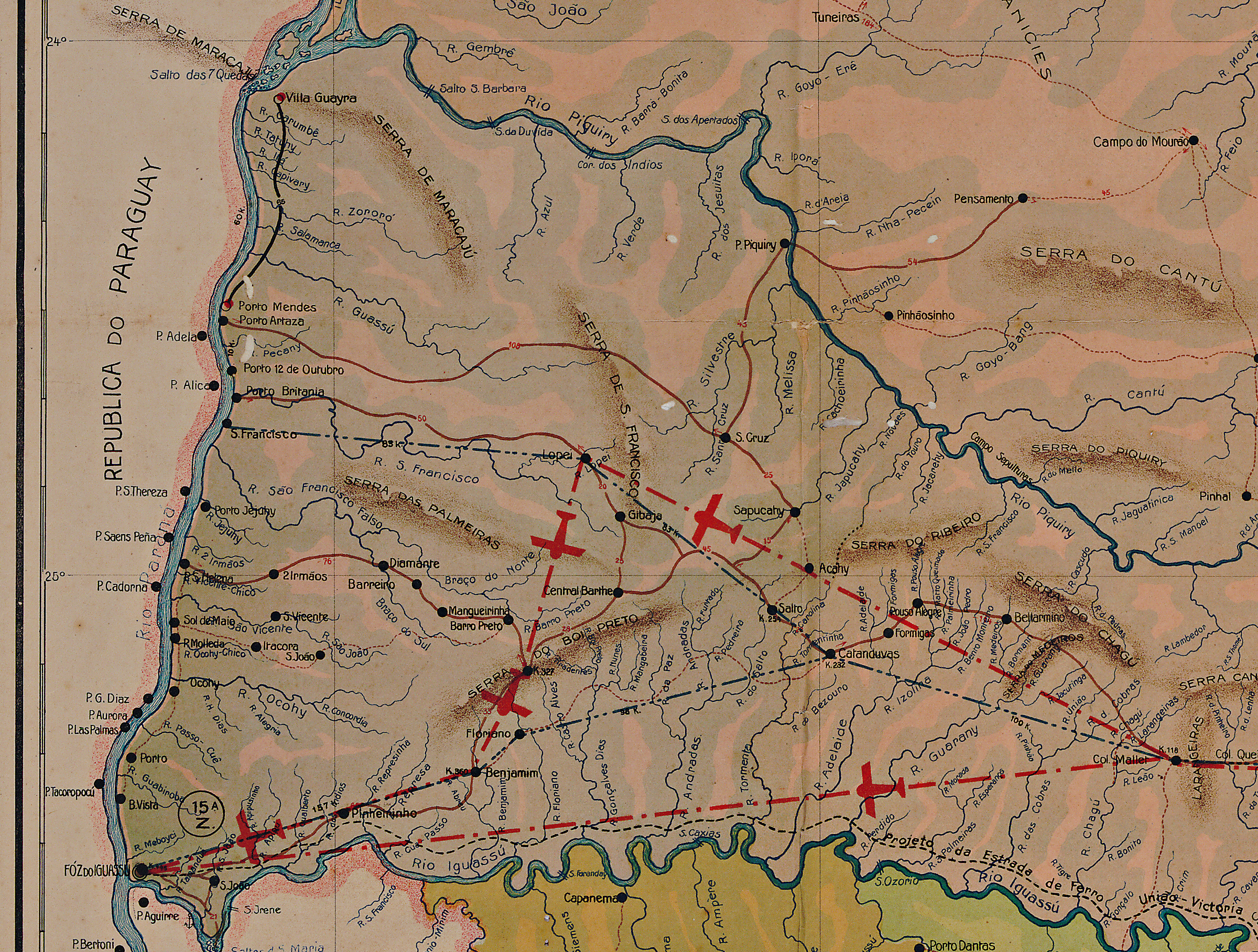
Mapa do teatro de operações no Paraná

Ao final de outubro, todos os revolucionários já haviam chegado ao extremo oeste do Paraná, assentando-se na área entre os rios Paraná, Piquiri e Iguaçu. Eles eram opostos por legalistas comandados pelo general Cândido Rondon. A Coluna da Morte foi enviada à frente do Piquiri. Em seu relato, Cabanas deportou o latifundiário argentino Júlio Allica, ali presente, que teria recebido armas para combatê-lo. Os empregados na produção da erva-mate eram numerosos trabalhadores, especialmente paraguaios, mantidos em condições equivalentes à escravidão. 287 homens e 113 mulheres foram incorporados à coluna, nem todos como soldados, pois os inaptos ao combate foram designados a tarefas auxiliares.
Os revolucionários estavam na defensiva, aguardando a chegada de seus aliados no Rio Grande do Sul, onde várias guarnições haviam sido sublevadas. No Paraná, combates maiores ocorriam na estrada entre Foz do Iguaçu e Guarapuava. Os legalistas pressionavam a brigada de Newton Estillac Leal, expulsando-a de Belarmino ao final de dezembro. Para ajudar a brigada de Estillac, os revolucionários iniciaram uma manobra pelos flancos, de um lado pelo capitão Bonifácio da Silva e do outro por Cabanas. A tropa de Bonifácio, composta de paraguaios, matou-o e desertou. Cabanas deixou Piquiri em 26 de dezembro, mas teve que reagir a uma ofensiva legalista vinda de Campo Mourão. Os legalistas foram derrotados numa emboscada, mas Cabanas foi instruído a cancelar a operação de flanco.

#### Ataque a Formigas
De janeiro até o final de março de 1925, a frente paranaense estagnou na principal posição revolucionária, Catanduvas, e na posição secundária, Centenário. Os legalistas tinham o Destacamento Paraná diante de Catanduvas e o Destacamento Santa Catarina diante de Centenário. As revoltas iniciadas no Rio Grande do Sul nos meses anteriores haviam finalizado, mas uma coluna de revolucionários, chefiada por Luís Carlos Prestes, estava a caminho do Paraná. A ação mais notável nesse período foi o ataque revolucionário a Formigas, um povoado entre Catanduvas e Belarmino. Ali havia postos de distribuição de suprimentos e o início de uma picada até Centenário, interligando os quartéis-generais dos dois destacamentos legalistas. O plano revolucionário era que o batalhão Cabanas abrisse caminho pela mata até atacar Formigas pela retaguarda. O grosso do Destacamento Paraná, posicionado em Roncador, teria sua retaguarda cortada e seria atacado pelo grosso dos revolucionários, posicionados em Catanduvas. Nesse mesmo momento, o general Rondon já preparava para transferir seu posto de comando para Formigas, de onde poderia acompanhar a campanha mais de perto. Além da importância tática do local, os revolucionários tinham Rondon como alvo.
Segundo Cabanas, seu batalhão tinha 280 homens naquele momento. A trajetória até Formigas durou 11 dias. Em 9 de janeiro a coluna passou por Santa Cruz. Após contornar Centenário e Salto, os revolucionários, guiados por paraguaios, passaram sete dias numa picada, abandonada havia dez anos, entre Centenário e Porto Paraguaio. A reabertura do caminho, sob chuvas torrenciais, atravessando pântanos cheios de taquaruçus, terrenos com muitos espinhos e quatro cursos d'água que exigiram a construção de pontes, foi trabalhosa. Para o ataque, Cabanas dividiu a tropa em quatro grupos. Ele pessoalmente lideraria um pela picada, enquanto o capitão Filó atacaria na boca da estrada a Guarapuava, o capitão Bispo, a 100 metros à sua direita, e o capitão Ribeiro, na picada Centenário (na direção da retaguarda do Destacamento Santa Catarina). Após chegar a Formigas e aproximar-se do acampamento, o combate iniciou ao amanhecer de 21 de janeiro.
O ataque é registrado da perspectiva legalista por um soldado gaúcho anônimo. Seu relato condiz com o de Cabanas na surpresa com a qual os legalistas foram pegos e o horror criado no acampamento. Mas após o pânico, os legalistas assumiram posições defensivas e abriram fogo de artilharia contra os atacantes. A inferioridade numérica dos revolucionários logo foi sentida. Segundo Cabanas, ordenar a retirada teria desintegrado sua coluna, e assim ele ordenou uma carga. Na ausência de baionetas, os revolucionários atacaram com facões. O inimigo, sem saber se defender, debandou pela mata. Mais tarde, emissários do governo queixaram-se formalmente da degola de soldados legalistas em Formigas. Cabanas negou essa acusação, afirmando que os ferimentos encontrados nos corpos foram resultado do violento combate corpo a corpo. A morte de nove legalistas e seis revolucionários foi registrada.
As acomodações do general Rondon já estavam prontas no acampamento, mas ele estava ausente: sua limusine atolara na estrada entre Formigas e Laranjeiras. A outra parte do plano revolucionário, o ataque de Catanduvas contra o grosso legalista, não ocorreu, pois a retaguarda revolucionária em Catanduvas também havia sido atacada. No mesmo dia, os legalistas já puderam cercar os revolucionários em Formigas. O coronel Mariante, comandante do Destacamento Paraná, tinha 2.200 homens na direção de Catanduvas e pôde com segurança destacar o 1.º Batalhão da Força Militar do Paraná para atacar Formigas. Na madrugada seguinte, o batalhão Cabanas embrenhou-se na mata, retornando a Santa Cruz, em território amigo, em 1.º de fevereiro. Em Formigas, o 2.º Batalhão de Caçadores, enviado pelo Destacamento Santa Catarina, chegou em 22 de janeiro e, por engano, teve um incidente de fogo amigo com os policiais paranaenses, causando cinco mortes.
Esta ação foi o destaque da participação de Cabanas no Paraná e um dos ataques mais violentos sofridos pelos legalistas na região. Entretanto, o êxito inicial não foi aproveitado pelos revolucionários. Ainda assim, o ataque a Formigas retardou a vitória legalista no Paraná, como admitiu em fevereiro o general Azeredo Coutinho, que assumiu o comando dos dois destacamentos. O Destacamento Santa Catarina recuou suas posições para mais longe de Centenário e o Destacamento Paraná ficou distraído pela ação na retaguarda, prejudicando o plano de ofensiva. O comandante do Destacamento Santa Catarina, o coronel Varella, pediu exoneração. O comando legalista ficou mais cauteloso, e adiou o ataque a Catanduvas para o final de março.

#### Chegada da coluna gaúcha
A ofensiva final contra Catanduvas começou em 27 de março. Exaustos, esfomeados, com pouca munição e números reduzidos, os revolucionários não tinham como resistir. Nesse momento a Coluna da Morte era uma das forças defendendo a retaguarda de Catanduvas. Contando com 150 homens, ela estava na localidade de Fazenda Floresta, comandada por Juarez Távora, pois Cabanas estava ausente. Às 10h40 a coluna foi atacada pelo 1.º Batalhão da Força Pública da Bahia. Fixados em suas trincheiras pelo fogo das armas automáticas na orla da floresta, os defensores não conseguiram impedir que os legalistas usassem outra rota para alcançar a retaguarda de Catanduvas. Fazenda Floresta foi perdida aos legalistas às 12h30. No dia 30, os revolucionários em Catanduvas renderam-se.
No Rio de Janeiro, a imprensa noticiava que Cabanas estava gravemente ferido, e a Coluna da Morte fugia desordenadamente à fronteira. As informações eram falsas. A coluna ainda combatia e Cabanas reassumiu o comando, embora já começasse a demonstrar exaustão. Após a queda de Catanduvas, os revolucionários restantes recuaram em direção ao rio Paraná. Os gaúchos chegaram à estrada Guarapuava–Foz do Iguaçu em 3 de abril, na localidade de Benjamim. A junção de suas forças com os paulistas formou a Coluna Miguel Costa-Prestes. Em meados de abril, os revolucionários estavam encurralados entre os rios Guaçu e São Francisco. Legalistas comandados pelo capitão João Theodoro de Mello já atacavam perto de Porto Mendes desde o dia 20.
Em 24 de abril a Coluna da Morte, com cerca de 100 homens bem armados, lançou um ataque de flanco contra o destacamento Mello. Os legalistas abandonaram suas posições, mas reconstituíram-se a alguns quilômetros mais para trás. O único ganho para os revolucionários foi mais tempo para seu plano de evacuação ao Paraguai. Cabanas culpou a falta de apoio de cavalaria, que deveria ter saído em perseguição, enquanto Prestes acusou-o de sabotar seu plano, querer abandonar a luta e, por vaidade, impedir os outros de continuá-la. Cabanas chamou Prestes de covarde e, em troca, foi ameaçado de prisão e fuzilamento.
A fuga do cerco legalista ocorreu em 27 de abril. Os revolucionários cruzaram o rio Paraná e adentraram o território paraguaio, de onde passariam a Mato Grosso. Cabanas não participou dessa campanha e do restante da trajetória da 1.ª Divisão Revolucionária, como a coluna era denominada. Após deixar o território brasileiro, ele buscou tratamento médico em Posadas, Argentina. Sua saúde já estava ruim há tempo, e agora ele estava impedido de caminhar e sofria de uma febre intermitente causada pelo impaludismo; ele não queria apresentar-se aos seus comandandos dessa forma. Seus companheiros não conseguiram convencê-lo a continuar lutando e execraram sua atitude de seguir ao exílio. Em 27 de abril ele foi formalmente desligado das fileiras revolucionárias por deserção, mesma pena aplicada a Filinto Müller, dias antes. Os combatentes da Coluna da Morte continuaram a fazer parte da Coluna Miguel Costa-Prestes, reorganizados como um regimento de cavalaria ao comando de Siqueira Campos.

## Reputação

### Ligada à violência
A Coluna da Morte acumulou fama ao longo de suas operações, primeiro entre combatentes e populações locais, e em seguida na imprensa. Com o passar do tempo, já era conhecida ao chegar a novas cidades. O jornal Correio Paulistano, órgão do Partido Republicano Paulista, referiu-se a João Cabanas como “famoso” desde as primeiras notícias. Todo um mito surgiu ao redor da figura do líder. A imprensa governista deu expressiva atenção negativa à coluna, e ainda em 1924, após a vitória legalista em São Paulo, Cabanas foi protagonista no filme A metralha nos sertões paulistas, igualmente depreciativo. Quando Cabanas publicou pela primeira vez sua principal autorrepresentação, o livro A coluna da morte sob o comando do tenente Cabanas, já estava reagindo a uma imagem negativa amplamente difundida. A repercussão do livro manteve-o na imprensa e na consciência pública, e suas façanhas criaram uma imagem popular de revolução, contribuindo à posterior Coluna Prestes.
No imaginário popular, os integrantes da Coluna da Morte eram vistos ora como justiceiros ou como saqueadores, dependendo da preferência política do observador. Legalistas imputavam crimes à coluna mesmo após ela já ter saído de uma região. A visão governista, registrada em escrito pelos jornais e pelo inquérito policial da revolta (no qual ele foi condenado) viam Cabanas como um militar truculento, marcado pela violência. Numerosos crimes foram imputados a seus comandandos, com a responsabilidade caindo sobre ele: a depredação de patrimônio público (incluindo as destruições ferroviárias na retirada), soltura de presos, roubo de dinheiro público, ameaças e assassinatos. No mito popular de Cabanas, ele aparecia como a “própria encarnação do mal”, que teria feito um pacto com o diabo. A capa preta que ele vestia, dizia-se, era invulnerável aos tiros. Ele teria um “corpo fechado”, nunca ferido, e sua coluna nunca perderia uma batalha.
O livro de Cabanas foi sua reação a esse estigma, no qual criou uma imagem positiva de um justiceiro disposto a transgredir normas pelo bem da nação. Exemplo disso é o caso de uma tentativa de estupro realizada por dois combatentes da coluna a uma moça em Indiana. O evento já havia sido descrito pelo Correio Paulistano, mas o relato de Cabanas inclui também a punição dos responsáveis. Cabanas apresenta sua disciplina como rigorosa e até cruel para controlar eventuais maus elementos da coluna. A destruição da infraestrutura ferroviária foi descrita como uma missão dolorosa. Hélio Tenório dos Santos, da Polícia Militar de São Paulo, critica as acusações de simples vandalismo, lançadas pela imprensa legalista, pois a prática tinha necessidade militar, o que é reconhecido pelo inquérito policial, que preferiu enfatizar as “selvagerias” praticadas pela tropa entre a população. Quanto ao roubo de dinheiro público, Santos nota a “lisura e rigor” de Cabanas ao deixar recibos com os valores requisitados. As requisições às vezes eram pagas com o café dos depósitos dos chefes governistas.
O próprio nome informal da coluna faz parte da reputação violenta e foi usado por Cabanas para intimidar seus inimigos. A denominação de “Coluna da Morte” surgiu entre os soldados após a violência do combate em Espírito Santo do Pinhal. Uma explicação para o nome é que os soldados não esperariam sair vivos das operações da coluna. Cabanas deu uma explicação política: a morte seria a morte “para os maus brasileiros, para o despotismo, para os defensores e representantes do governo que a revolução combatia”.  O nome era mal visto entre os legalistas; para o coronel Irany Paraná do Brasil, Cabanas escolheu-o pois queria matar.

### Como força militar
Incutir o terror nos adversários fazia parte da estratégia de Cabanas, um impacto que ele mesmo enfatizou em seus relatos. Além da intimidação, a Coluna da Morte empregou a contrainformação, que subverteu o inimigo na campanha da Mogiana. Por seus ardis, como a falsificação de armas nos trens e a disseminação de mentiras por telegramas, Cabanas é considerado pioneiro da guerra psicológica no Brasil.
Hélio Tenório dos Santos, analisando a campanha da Mogiana, também observou a habilidade da Coluna da Morte na guerra de movimento, obedecendo aos princípios de massa, informações, manobra e surpresa. Nas palavras de Cabanas, o procedimento era “atacar o inimigo nos seus pontos mais fracos e movimentar-me com a maior rapidez possível, surgindo aqui e ali para fazer crer que o ataque era feito por diversos contingentes”. Também contribuíram a falta de preparos defensivos do seu oponente, que pretendia seguir até Campinas, e os erros do general Martins Pereira. O comando legalista dispersou demais suas forças, que foram derrotadas individualmente, e agiu com passividade, cedendo a iniciativa à Coluna da Morte. Os contemporâneos legalistas, Euclides Figueiredo e Malan d'Angrogne, também tiveram avaliação negativa da liderança de Martins Pereira.
Segundo Paulo René de Andrade, a distribuição dos policiais mineiros por várias cidades, “se tivesse sido determinada pelo comando adversário, talvez não saísse tão a jeito e a contento dos rebeldes”. Para o general Souto Malan, o destacamento legalista "teve um infeliz princípio de atuação"; "após uma lenta organização, timidamente ocupou os vazios e se viu arcelado de 19 a 24, por tropa revolucionária voluntariosa, agressiva e cheia de iniciativa", vendo-se "assim, completamente tolhido e imobilizado".
O historiador militar Elonir José Savian elencou Cabanas como um dos chefes revolucionários que realmente exerceram a liderança. Ele era estimado por seus soldados, “uma das virtudes de um comandante militar”, conforme Francisco Moacir Assunção Filho. Nos combates, participava diretamente na linha de frente para exercer mais influência na tropa, ao custo de ser ferido em combate duas vezes.
O inquérito policial sobre a revolta admite a relevância militar de Cabanas, descrevendo-o como “um dos mais conhecidos chefes do movimento sedicioso”, “um dos mais temíveis elementos da revolução” e “um dos mais eficientes elementos do movimento subversivo”. Hélio Tenório dos Santos elogia-o por conseguir conciliar a doutrina militar europeia com a realidade brasileira. Marcelo Bordim definiu a Coluna da Morte como força de “excelente mobilidade e moral elevada”. Domingos Meirelles definiu Cabanas como um dos “mais brilhantes e combativos oficiais” entre os revolucionários paulistas.
O relato de Cabanas recebe críticas por sua imodéstia e exagero. O tenente César Honório de Campos, um dos principais oficiais, só recebe uma menção no livro. Anita Leocádia Prestes, filha de Luís Carlos Prestes,ouviu dele que Cabanas não contava a verdade e era vaidoso. Por outro lado, Davino Francisco dos Santos, autor de A Coluna Miguel Costa e não Coluna Prestes, acusa Prestes e sua filha de injustiça contra Cabanas. Os dois líderes, Prestes e Cabanas, tinham personalidades fortes e incompatíveis.

### Citações
1. ↑  Santos 2013, p. 32-36 e 42.
2. ↑  Castro 2022, p. 161.
3. 1 2  Santos 2013, p. 58-64.
4. ↑  Savian 2023, p. 235.
5. 1 2  Santos 2013, p. 44-45.
6. ↑  Malan 1977, p. 218.
7. 1 2  Santos 2013, p. 44.
8. ↑  Tecchio 2021, p. 146.
9. ↑  Moraes 2000, p. 62.
10. ↑  Santos 2013, p. 44-45 e 54.
11. ↑  Andrade 1976, p. 85-86.
12. ↑  Andrade 1976, p. 60, 68-69.
13. ↑  Tecchio 2021, p. 172.
14. ↑  Santos 2013, p. 45-46.
15. ↑  Santos 2013, p. 46-48.
16. ↑  Tecchio 2021, p. 175.
17. ↑  Santos 2013, p. 48-50.
18. ↑  Andrade 1976, p. 69-74.
19. ↑  Santos 2013, p. 50-54.
20. ↑  Santos 2013, p. 52-54.
21. ↑  Assunção 2021, p. 51-53.
22. 1 2  Meirelles 2002, p. 194.
23. ↑  Santos 2013, p. 54.
24. ↑  Santos 2013, p. 56.
25. ↑  Andrade 1976, p. 75-76.
26. ↑  Santos 2013, p. 54-56.
27. ↑  Andrade 1976, p. 76.
28. ↑  Santos 2013, p. 56-58.
29. ↑  Santos 2013, p. 58.
30. 1 2  Castro 2016, p. 39.
31. ↑  Andrade 1976, p. 78-79.
32. ↑  Santos 2013, p. 75 e 77.
33. 1 2 3  Castro 2022, p. 162.
34. ↑  Meirelles 2002, p. 195.
35. ↑  Santos 2013, p. 72-76.
36. 1 2 3  Torres 2000, cap. 7.
37. 1 2 3  Santos 2013, p. 77.
38. ↑  Bordim 2014, p. 63.
39. ↑  Meirelles 2002, p. 211.
40. 1 2 3  Santos 2013, p. 80.
41. ↑  Ribeiro 1953, p. 251-261.
42. ↑  Savian 2023, p. 124-125.
43. ↑  Savian 2023, p. 140.
44. ↑  Savian 2023, p. 140-142.
45. ↑  Souza 2018, p. 320-321.
46. ↑  Freire 2014, p. 11.
47. ↑  Savian 2023, p. 143-154.
48. ↑  Tecchio 2021, p. 193-194.
49. ↑  Savian 2023, p. 139.
50. ↑  Savian 2023, p. 162-168.
51. ↑  Savian 2023, p. 173, 178.
52. 1 2  Silva 1971, p. 55.
53. ↑  Savian 2023, p. 174-175, 179.
54. 1 2  Savian 2023, p. 177.
55. ↑  Silva 1971, p. 55-56.
56. ↑  Silva 1971, p. 56.
57. ↑  Savian 2023, p. 175.
58. ↑  Tecchio 2012, p. 99-100.
59. ↑  Silva 1971, p. 57-58.
60. ↑  Tecchio 2012, p. 101.
61. ↑  Meirelles 2002, p. 342.
62. ↑  Savian 2023, p. 180.
63. ↑  Meirelles 2002, p. 330.
64. ↑  Toledo Júnior 2020, p. 29.
65. ↑  Santos 2013, p. 80-81.
66. ↑  Savian 2023, p. 179.
67. ↑  Savian 2023, p. 205-212.
68. ↑  Meirelles 2002, p. 361-363.
69. ↑  Savian 2023, p. 217-220.
70. ↑  Savian 2023, p. 220.
71. ↑  Meirelles 2002, p. 369.
72. ↑  Savian 2023, p. 221.
73. ↑  Heller 2006, p. 144.
74. ↑  Savian 2023, p. 223-224.
75. ↑  Meirelles 2002, p. 394-395.
76. ↑  Souza 2018, p. 335.
77. ↑  Santos 2013, p. 82.
78. 1 2  Assunção 2021, p. 54-55.
79. ↑  Tecchio 2021, p. 52.
80. 1 2  Tecchio 2021, p. 28-32.
81. ↑  Tecchio 2021, p. 17-18.
82. 1 2  Tecchio 2021, p. 21.
83. ↑  Tecchio 2021, p. 105-108 e 213.
84. ↑  Assunção 2021, p. 55.
85. ↑  Meirelles 2002, p. 193.
86. ↑  Tecchio 2021, p. 21 e 210-212.
87. ↑  Tecchio 2021, p. 78-81.
88. ↑  Tecchio 2021, p. 181-182.
89. 1 2  Santos 2013, p. 77-79.
90. ↑  Assunção 2021, p. 55-56.
91. ↑  Castro 2016, p. 100.
92. 1 2  Santos 2013, p. 58-59.
93. 1 2  Santos 1994, p. 82.
94. ↑  Santos 2013, p. 65-66.
95. ↑  Tecchio 2021, p. 169.
96. ↑  Santos 2013, p. 67.
97. ↑  Santos 2005, p. 60.
98. ↑  Assunção 2021, p. 49.
99. ↑  Santos 2013, p. 46 e 67-71.
100. ↑  Andrade 1976, p. 73.
101. ↑  Malan 1977, p. 222.
102. ↑  Savian 2023, p. 257.
103. 1 2  Assunção 2021, p. 56.
104. ↑  Santos 2020, p. 66-67.
105. ↑  Santos 2013, p. 82-83.
106. ↑  Santos 2013, p. 66.
107. ↑  Bordim 2014, p. 62.
108. 1 2  Meirelles 2002, p. 394.